# Henryk Szwedo

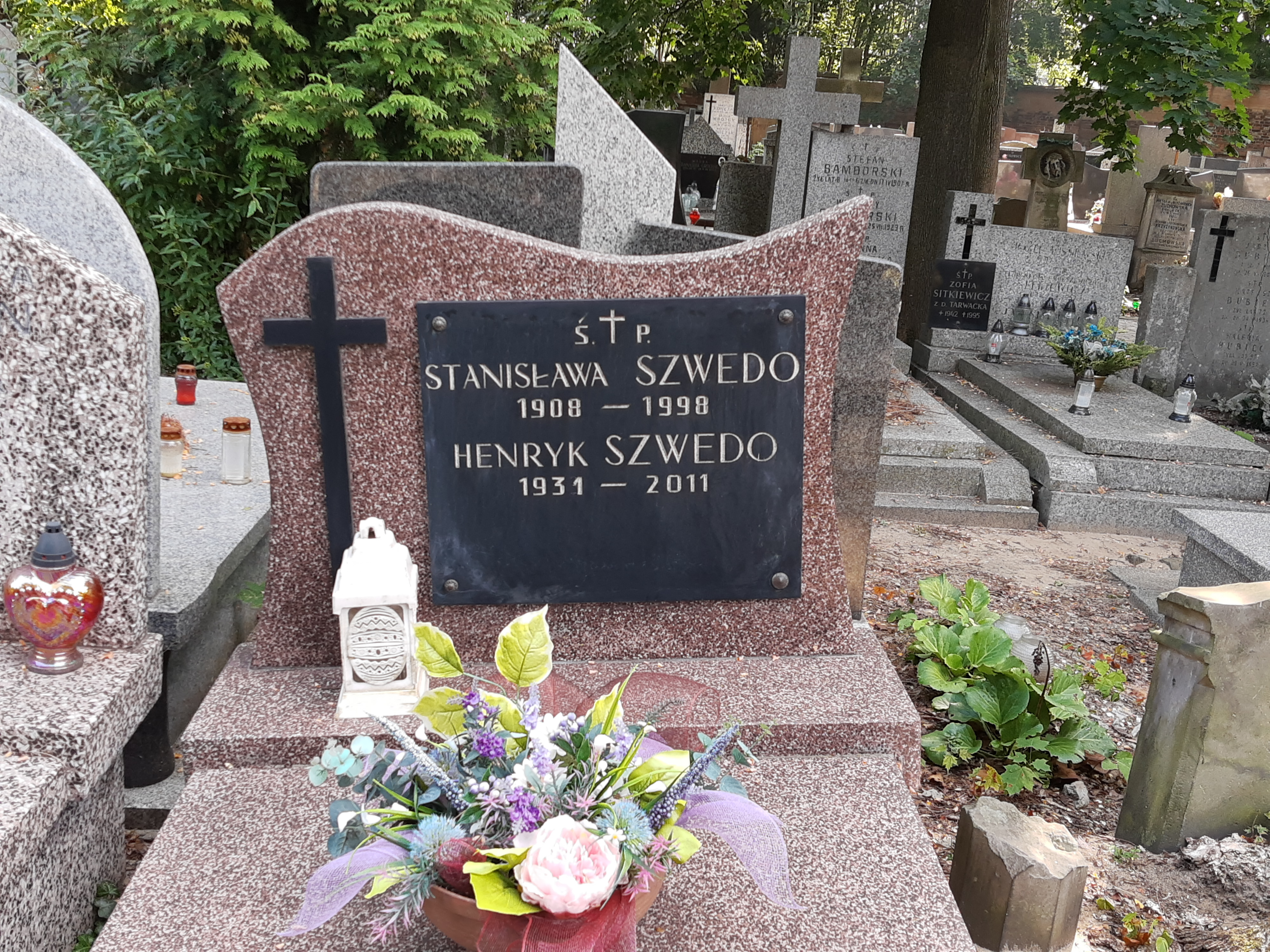
Grób Henryka Szwedo na cmentarzu Bródnowskim w Warszawie

Henryk Szwedo (ur. 7 grudnia 1931, zm. 8 lipca 2011 w Warszawie) – polski dyrygent, współtwórca Łomżyńskiej Orkiestry Kameralnej (późniejsza Filharmonia Kameralna im. Witolda Lutosławskiego w Łomży).
Studiował na warszawskiej Akademii Muzycznej, na wydziale dyrygenckim pod kierunkiem profesora Bohdana Wodiczki. Po zakończeniu studiów przez dwa sezony pracował w Teatrze Muzycznym w Lublinie, skąd przeszedł do Centralnego Zespołu Artystycznego Wojska Polskiego. Siedem lat później, w lutym 1978 otrzymał propozycję podjęcia pracy w tworzonej orkiestrze kameralnej w Łomży. Początki pracy Henryka Szwedo polegały na doborze muzyków, stworzeniu instrumentarium, a nade wszystko organizacji orkiestry jako instytucji. Od 1979 do 1993 Henryk Szwedo pełnił funkcję dyrektora Łomżyńskiej Orkiestry Kameralnej. Pod jego batutą łomżyńska orkiestra stała się Filharmonią Kameralną im. Witolda Lutosławskiego, zespół wielokrotnie koncertował na światowych tournée. Został pochowany na cmentarzu Bródnowskim w Warszawie (kw. 27I-5-3).